# العلاقات النمساوية الماليزية
العلاقات النمساوية الماليزية هي العلاقات الثنائية التي تجمع بين النمسا وماليزيا.

## مقارنة بين البلدين
هذه مقارنة عامة ومرجعية للدولتين:
| وجه المقارنة                                              | النمسا                                                    | ماليزيا       |
| --------------------------------------------------------- | --------------------------------------------------------- | ------------- |
| المساحة (كم2)                                             | 83.86 ألف                                                 | 330.29 ألف    |
| عدد السكان (نسمة)                                         | 8.81 مليون                                                | 31.62 مليون   |
| الكثافة السكانية (ن./كم²)                                 | 105.06                                                    | 95.73         |
| العاصمة                                                   | فيينا                                                     | كوالالمبور    |
| اللغة الرسمية                                             | اللغة الألمانية، لغة الإشارة النمساوية ‏                   | لغة ماليزية   |
| العملة                                                    | يورو، شلن نمساوي، رايخ مارك، شلن نمساوي                   | رينغيت ماليزي |
| الناتج المحلي الإجمالي (بليون دولار)                      | 416.60 مليار                                              | 314.50 مليار  |
| الناتج المحلي الإجمالي (تعادل القوة الشرائية) بليون دولار | 426.99 مليار                                              | 817.43 مليار  |
| الناتج المحلي الإجمالي الاسمي للفرد دولار أمريكي          | 43.77 ألف                                                 | 9.77 ألف      |
| الناتج المحلي الإجمالي للفرد دولار أمريكي                 | 47.68 ألف                                                 | 25.64 ألف     |
| مؤشر التنمية البشرية                                      | 0.885                                                     | 0.779         |
| رمز المكالمات الدولي                                      | +43                                                       | +60           |
| رمز الإنترنت                                              | .at                                                       | .my           |
| المنطقة الزمنية                                           | توقيت وسط أوروبا، ت ع م+01:00، ت ع م+02:00، أوروبا/فيينا ‏ | ت ع م+08:00   |

## منظمات دولية مشتركة
يشترك البلدان في عضوية مجموعة من المنظمات الدولية، منها:
| علم المنظمة | اسم المنظمة                               | تاريخ انضمام النمسا | تاريخ انضمام ماليزيا |
| ----------- | ----------------------------------------- | ------------------- | -------------------- |
|             | بنك التنمية الآسيوي                       | 1966                | 1966                 |
|             | مؤسسة التنمية الدولية                     | 28 يونيو 1961       | 24 سبتمبر 1960       |
|             | يونسكو                                    | 13 أغسطس 1948       | 16 يونيو 1958        |
|             | وكالة ضمان الاستثمار متعدد الأطراف        | 16 ديسمبر 1997      | 6 ديسمبر 1991        |
|             | الأمم المتحدة                             | 14 ديسمبر 1955      | 17 سبتمبر 1957       |
|             | الفريق المعني برصد الأرض                  | ?                   | ?                    |
|             | الاتحاد البريدي العالمي                   | ?                   | ?                    |
|             | البنك الدولي للإنشاء والتعمير             | 27 أغسطس 1948       | 7 مارس 1958          |
|             | الاتحاد الدولي للاتصالات                  | 1866                | 3 فبراير 1958        |
|             | منظمة حظر الأسلحة الكيميائية              | ?                   | ?                    |
|             | مؤسسة التمويل الدولية                     | 28 سبتمبر 1956      | 20 مارس 1958         |
|             | المركز الدولي لتسوية المنازعات الاستشارية | 24 يونيو 1971       | 14 أكتوبر 1966       |
|             | منظمة التجارة العالمية                    | ?                   | ?                    |
|             | منظمة الشرطة الجنائية الدولية             | ?                   | ?                    |

## وصلات خارجية
- موقع وزارة الخارجية النمساوية
- موقع وزارة الخارجية الماليزية